# Bijeli teror
Bijeli teror (izvorno francuski:terreur blanche) je naziv za desničarski teror protiv pobornika ljevičarskih politika.
Termin je izvorno nastao u vrijeme tzv. termidorske reakcije, tj. razdoblja nakon dovršetka jakobinskog revolucionarnog terora 27. lipnja 1794. (po francuskom revolucionarnom kalendaru, 9. termidora II. godine) i ustoličenja Francuskog direktorata 1. studenog 1795. godine. U tom razdoblju su naoružane družine - mahom rodbina i prijatelji žrtava jakobinskog terora - brutalno napale sankilote i druge jakobince koji su bili povezani s revolucionarnim terorom, te na nekim mjestima izveli masovne pokolje jakobinaca.
U Francuskoj je akta represalija državne vlasti (koju su bili zadržali republikanci) i privatnih osveta protiv radikalnih jakobinaca bili u manjem broju, dok 20. svibnja 1795. godine jakobinci nisu podigli ustanak u Parizu. Ustanak je brzo okončan - oko 20.000 vojnika koji su mu se u Parizu pridružili, zapravo su protestirali zbog slabe ishrane zbog oskudice koja je nastala zbog slabe žetve i državnih financija u rasulu, te se nisu upustili u nikakve borbe  - ali su jakobinci, koji su dizali vojsku na pobunu i očito pripremali nasilni povratak na vlast, bili izvrgnuti diljem Francuske ne samo uhićenjima, nego i privatnom teroru svojih političkih protivnika. Izvan velikih gradova, teror su u velikom dijelu provodili monarhisti (koji, dakle, nisu držali vlast u Republici), a najviše ga je bilo u južnim dijelovima Francuske. Naziv "bijeli" proizlazi zacijelo iz boje koja se u francuskom društvu asocirala s predrevolucionarnom burbonskom monarhijom, čija je boja bila bijela - moharhisti su u sukobima običavali nositi bijele kokarde (ukras za kape kružnog oblika) kakve su nosili vojnici predrevolucionarne kraljevske vojske.
Termin "bijeli teror" se kasnije koristio za slične aktivnosti terora protiv nositelja lijevih radikalnih politika za vrijeme Ruskog građanskog rata 1918. – 1922., u vrijeme supresije Sovjetske Republike Mađarske nakon I. svjetskog rata, za vrijeme Španjolskog građanskog rata 1936. – 1939., te za protukomunistički teror kojega je Kuomintang provodio u za vrijeme Kineskog građanskog rata 1926. – 1950. i kasnije na Tajvanu nakon 1950. godine.